# La Chapelle-Blanche, Côtes-d'Armor
La Chapelle-Blanche är en kommun i departementet Côtes-d'Armor i regionen Bretagne i nordvästra Frankrike. Kommunen ligger i kantonen Caulnes som tillhör arrondissementet Dinan. År 2022 hade La Chapelle-Blanche 211 invånare.

## Befolkningsutveckling
Antalet invånare i kommunen La Chapelle-Blanche
Referens:INSEE